# Sistema de protección antihielo

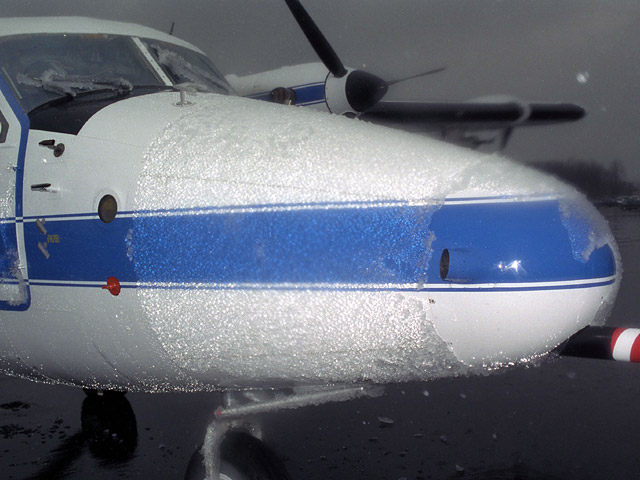
Hielo en un avión. El hielo ha causado numerosos accidentes de aviación.

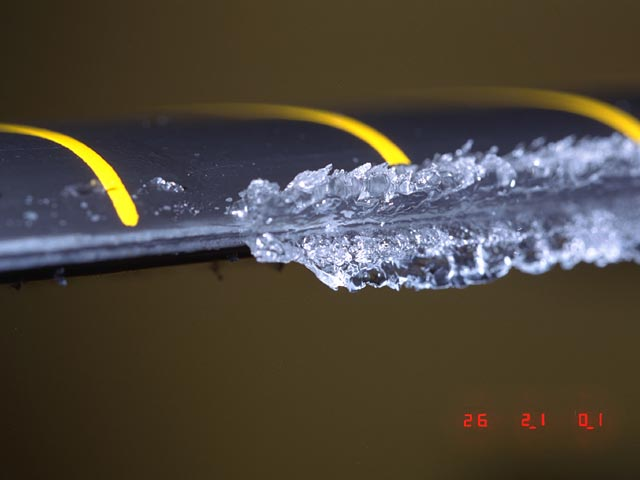
Protuberancias de hielo en la pala del rotor.

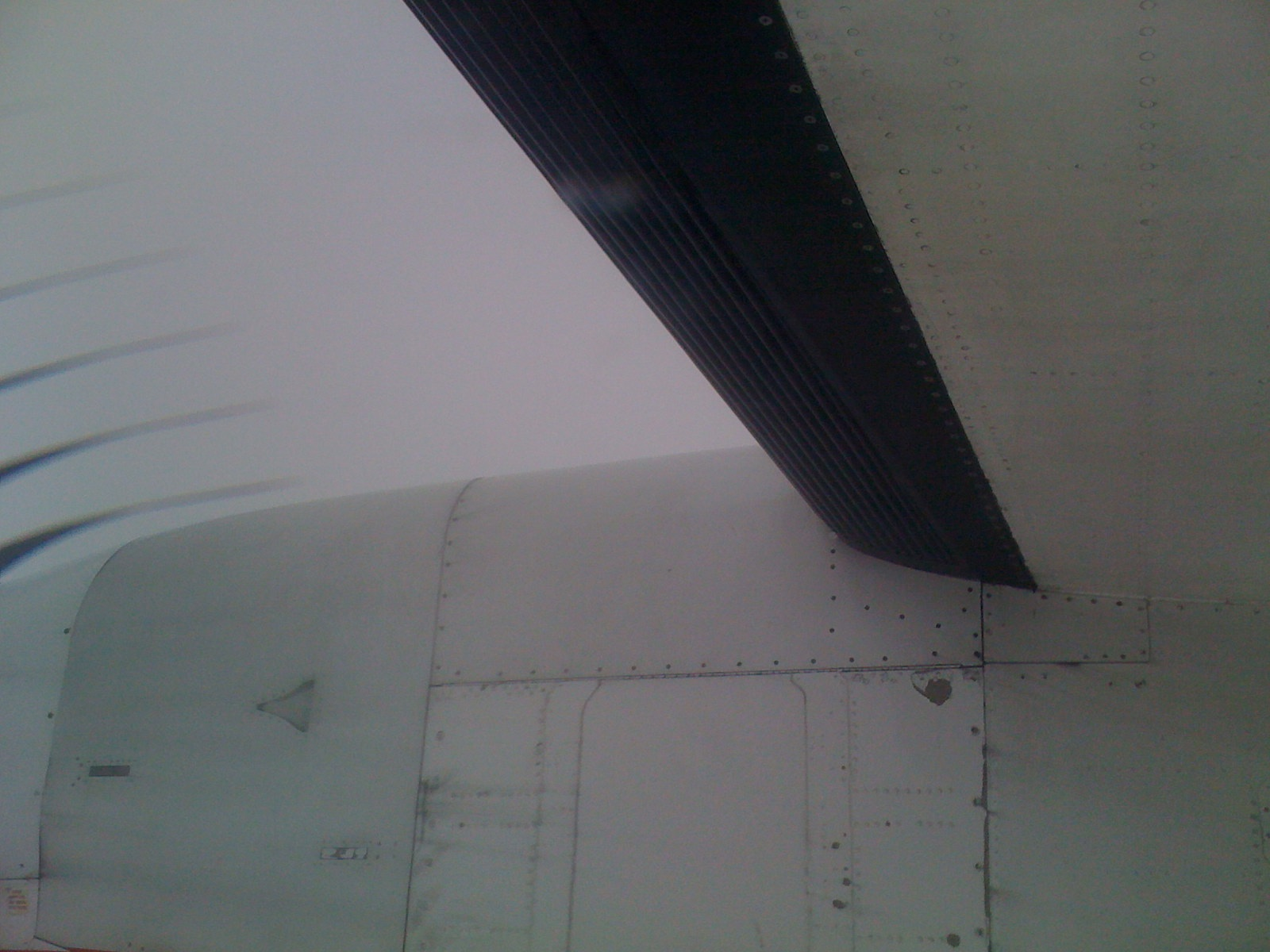
Ala de un avión de pasajeros Bombardier Dash 8 Q400. La bota de deshielo de goma negra se infla con aire, lo que produce crestas para agrietar y desalojar el hielo acumulado.

Uno de los peligros a los que está sometida una aeronave es a la formación de hielo (engelamiento). Aunque el hecho en sí no conlleva peligro, realizar maniobras en estas condiciones sí que puede provocar consecuencias graves. De forma general, el hielo puede aparecer cuando alguna parte de la estructura de la aeronave está a una temperatura por debajo del punto de congelación de las partículas de agua contenidas en la atmósfera. A la formación de hielo sobre la superficie de la aeronave se lo conoce como engelamiento. El engelamiento es un problema tanto en vuelo como en tierra, con el avión en el estacionamiento.
El engelamiento tiende a producirse en los bordes de ataque de las alas y estabilizadores, tomas de aire del motor y dinámicas del avión, hélices, parabrisas, y en general, en todas las zonas de remanso de la corriente de aire como tubos pitot, antenas, etc. Esto provoca una distorsión de la geometría de las superficies sustentadoras y como consecuencia una disminución de la sustentación, además de generar otros problemas como pérdidas de datos.

## Prevención contra el hielo
Se pueden englobar los sistemas de protección contra el hielo en dos grandes campos: sistemas antihielo y sistemas de deshielo.
- Sistemas de deshielo: Permiten el engelamiento hasta un cierto límite, después de este límite actúan para desprender el hielo formado.

- Sistemas antihielo: impiden la formación de hielo sobre las superficies protegidas del avión.

Normalmente, estos sistemas se basan en el suministro de calor en las zonas afectadas por el engelamiento. Sin embargo también se usan medios mecánicos y químicos, además del térmico.

## Sistemas de deshielo

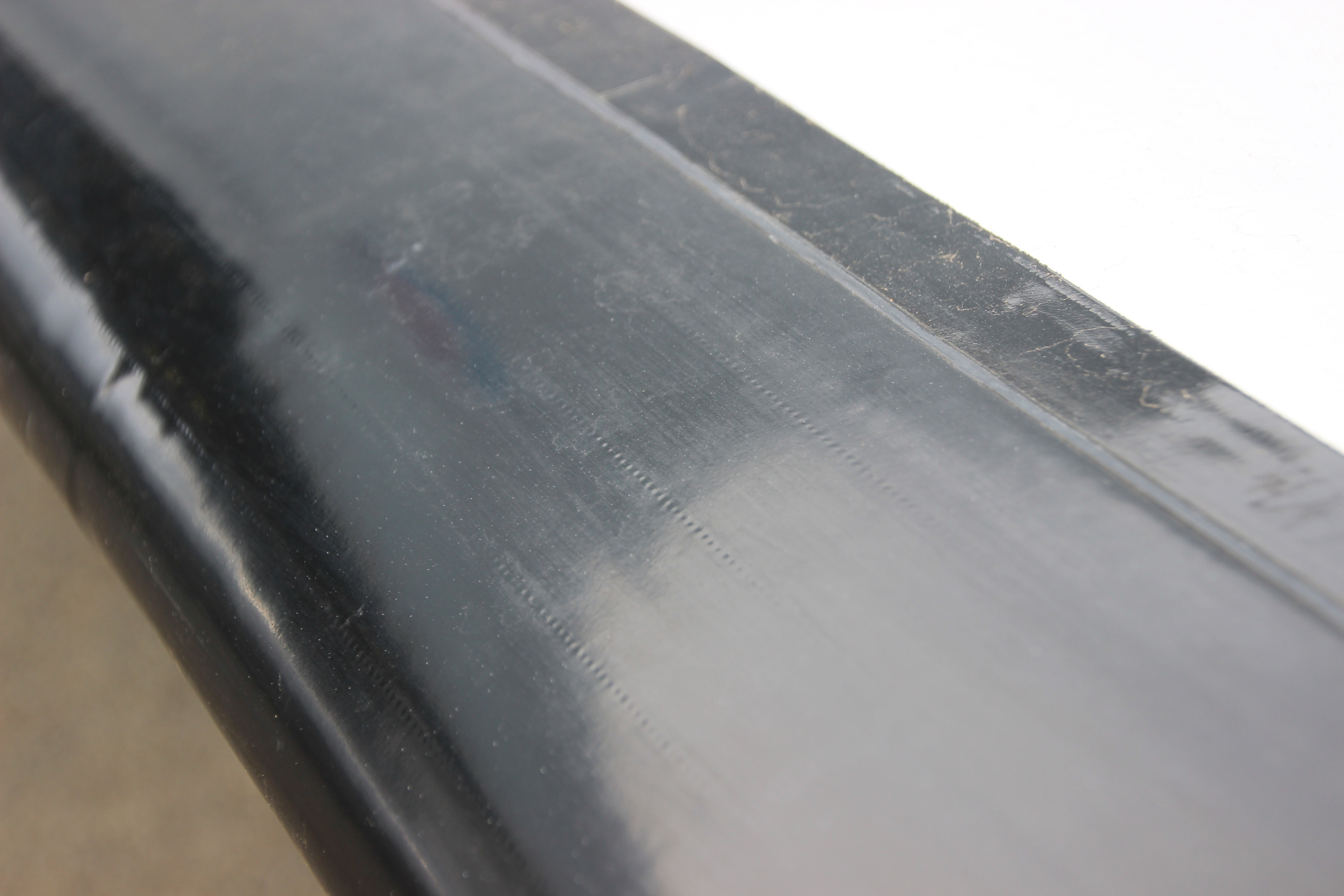
Sección de una bota neumática en el ala de un avión.

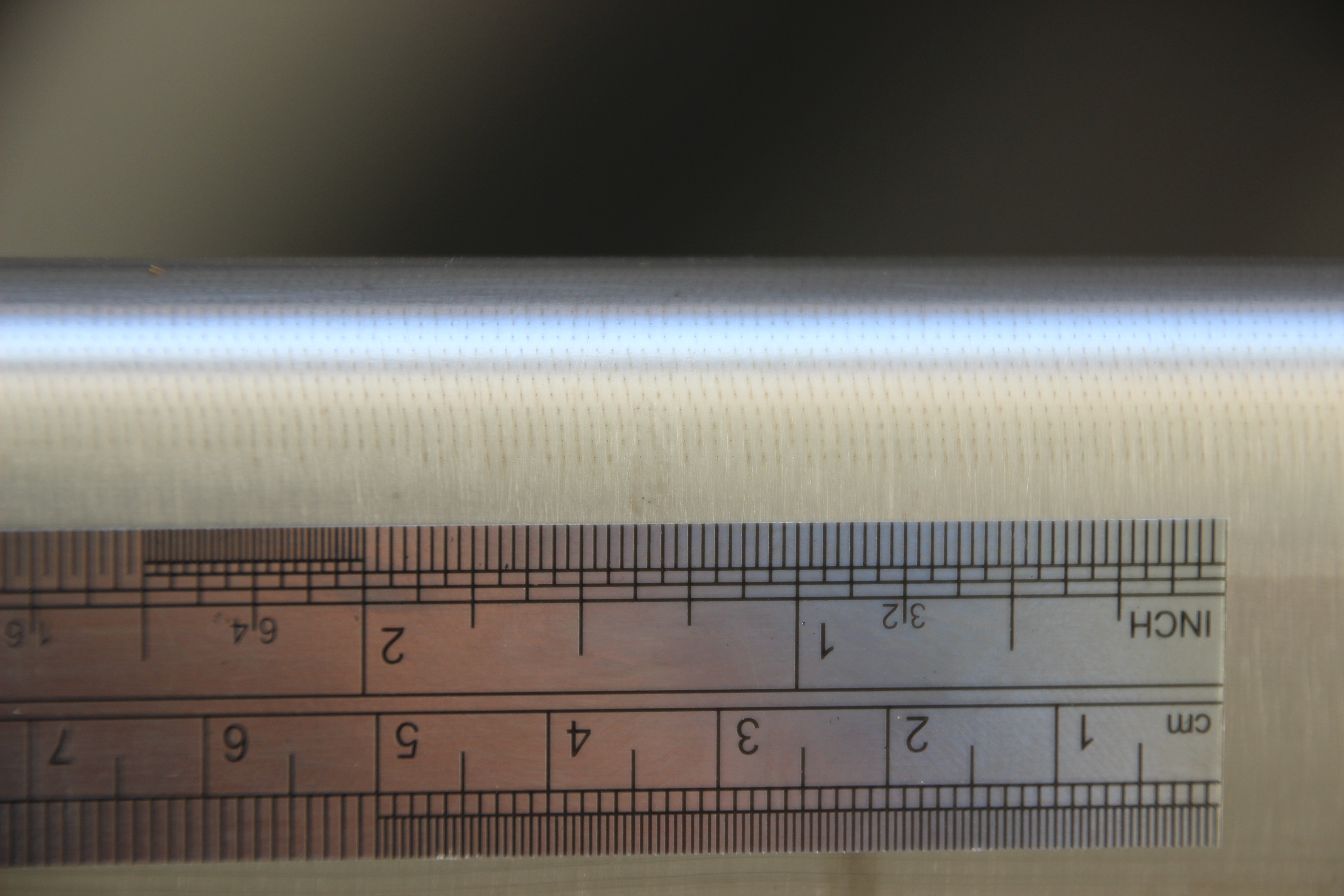
Detalle del plano de cola de un avión con un sistema de deshielo TKS, que muestra algunos de los miles de pequeños orificios a través de los cuales se bombea el líquido de deshielo.

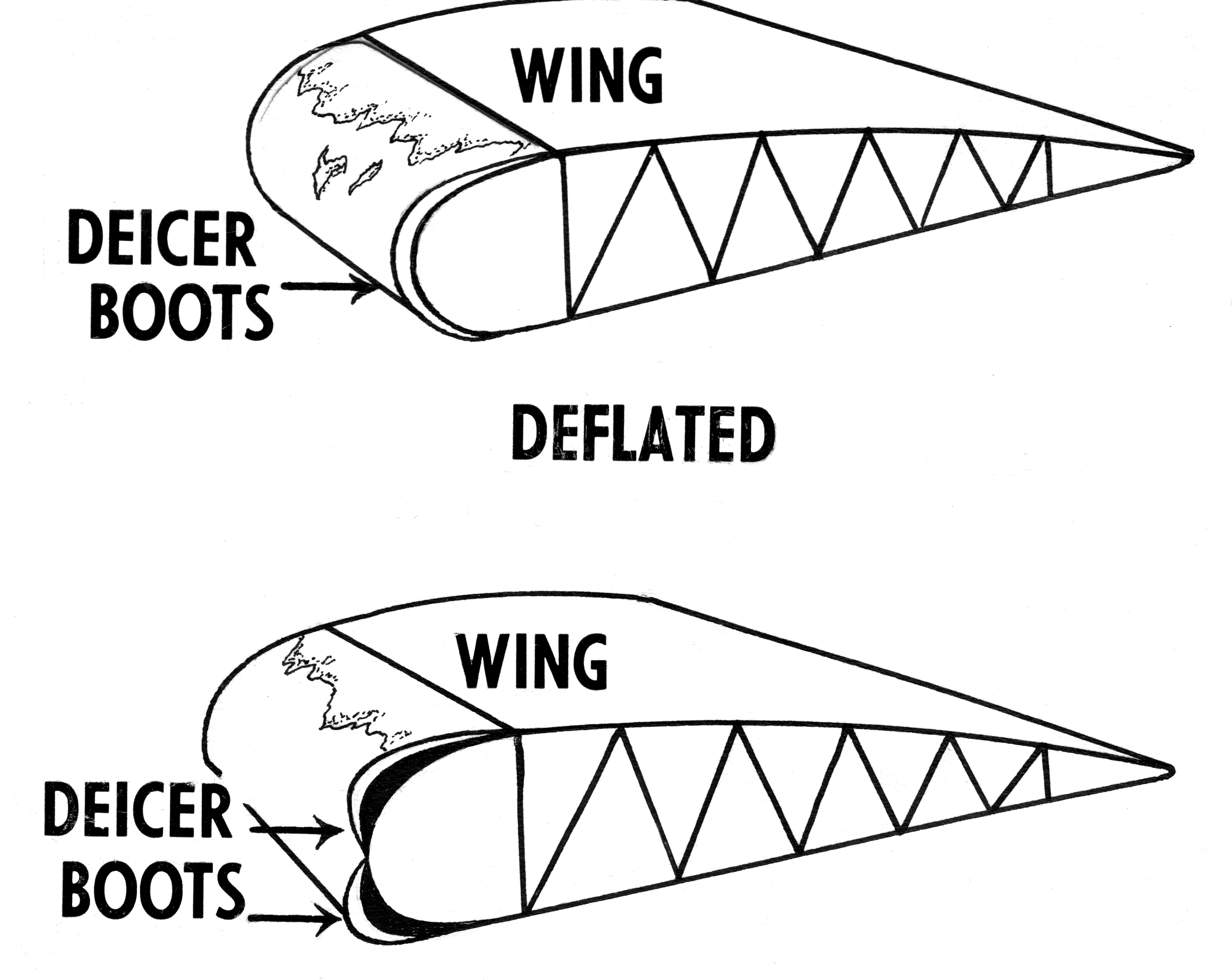
Operación de botas de deshielo.

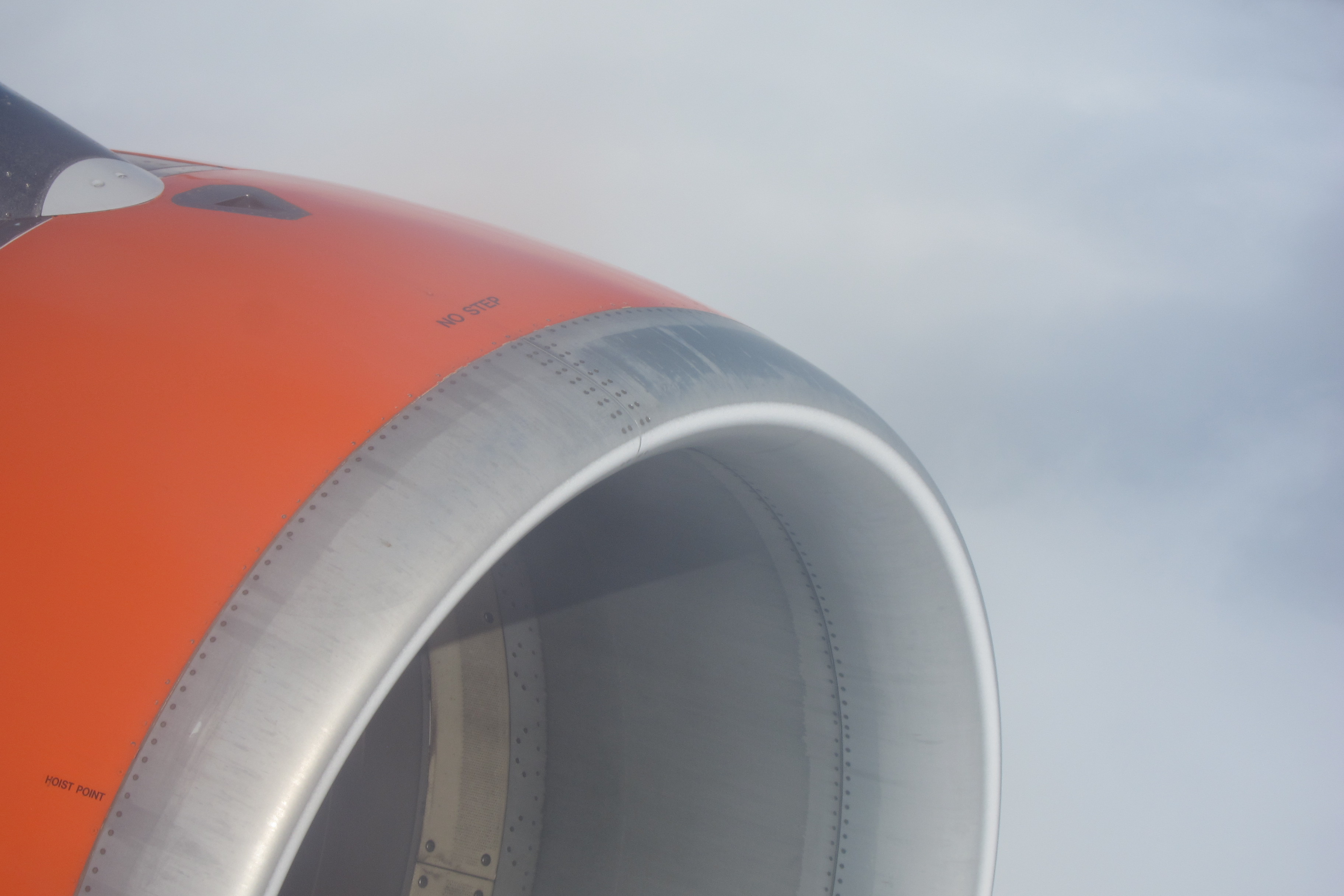
Una capa delgada de hielo en el borde de entrada de un turboventilador CFM56.

En cada compañía aérea el procedimiento de deshielo puede ser diferente. Todos los procedimientos establecidos para realizar un deshielo de la aeronave tienen el propósito de asegurar que el fuselaje no tiene contaminación y no hay degradación de las condiciones aerodinámicas ni mecánicas.
En general, las formas principales de sistemas de deshielo son las siguientes:

#### Deshielo por zapatas neumáticas[3]
Las zapatas neumáticas son un sistema de deshielo de los bordes de ataque de un perfil de las superficies aerodinámicas de la aeronave. Se trata de un sistema bastante económico para las compañías y necesita una potencia para funcionar pequeña. 
El sistema se basa en unas bolsas de caucho natural o zapatas que se inflan y desinflan de forma sucesiva en las superficies protegidas. Esta acción sucesiva desprende el hielo formado sobre dichas zonas.
El sistema general está compuesto de los siguientes elementos:
- Zapatas: Están pegadas o remachadas al borde de ataque del ala.
- Reguladores de presión y válvulas antirretorno: Tienen la función de aislar los dos motores entre sí  para impedir que en caso de parada de un motor el aire suministrado escape hacia el motor parado.
- Válvulas distribuidoras: Canalizan el aire hacia las zapatas de deshielo, inflándolas y producen el vacío en la conducción para desinflarlas.
- Temporizador: Establece la secuencia de los ciclos de inflado y desinflado de las zapatas.
- Controlador: El control se efectúa en un interruptor de tres posiciones, de conexión del sistema y de selección de los ciclos rápido o lento

#### Deshielo por sistema de impulso
Este sistema de deshielo produce impulsos por medios neumáticos o electromagnéticos, en el borde de ataque en fracción de segundos. Estos impulsos fracturan y arrojan la capa de hielo. Con este método se pueden eliminar láminas de hielo de hasta 0,75 mm de espesor, con lo que la degradación de las características aerodinámicas del avión es mínima.

#### Deshielo de la hélice
Las palas de las hélices también experimentan deformaciones por la acumulación de hielo en su superficie, además en estos casos se añade un efecto desestabilizador provocado por los efectos centrífugos que produce la acumulación aleatoria de hielo. Volar en estas condiciones puede provocar vibraciones y daños en los componentes, por este motivo se diseñaron sistemas de deshielo para estos componentes.
El método de deshielo más utilizado en este caso es el uso de resistencias eléctricas embebidas en las alas que generan una calefacción en la zona para deshacer el hielo. Para activar el caldeo de la hélice se añade un interruptor en la cabina. Al activar el interruptor, el tiempo de caldeo es de unos 30 segundos (dependiendo de la cantidad de hielo). El hielo depositado se rompe y, junto con el movimiento de la hélice y el viento relativo se eliminan el hielo acumulado en la zona.

#### Deshielo en tierra
El engelamiento de la aeronave afecta a las condiciones aerodinámicas de la misma haciendo que las maniobras de despegue y aterrizaje se vuelvan especialmente peligrosas. Por este motivo, se necesita de unas técnicas de deshielo en tierra que preparen la aeronave para el caso del despegue. 
Aunque se conoce como deshielo del avión en tierra, en la realidad se usa un proceso combinado de deshielo y antihielo del avión. Este proceso consiste en el rociado del fuselaje de la aeronave por fluidos depresores del punto de congelación del avión. En primer lugar se realiza un proceso de deshielo, seguido por el proceso antihielo que tiene por objetivo formar una capa protectora de fluido que retrasa la formación del hielo.

## Sistemas antihielo
Los sistemas antihielo son muy importantes, ya que aunque mediante los sistemas de deshielo se puedan eliminar el hielo que aparezca en algunas zonas de la aeronave no se puede permitir la formación de hielo en zonas muy críticas de las alas y los estabilizadores debido a las graves consecuencias que tendría en la aerodinámica de la aeronave. Por ello, todos los aviones van equipados con sistemas antihielo que se pueden clasificar en las siguientes:

#### Sistemas antihielo del ala
Se trata de un simple sistema basado en la circulación de aire caliente del compresor por conductos internos del borde de ataque. El sistema antihielo del ala consume más energía que el sistema de deshielo.
También existe una posibilidad de “protección cruzada” que se basa en utilizar el aire caliente procedente del motor de un lado a la zona opuesta del plano. Esto se utiliza en caso de que se dañe el motor, o el propio sistema de deshielo del ala.

#### Sistema antihielo del motor
El sistema motor también se puede ver afectado por la formación de hielo. Si se produce la engelación de algún sector de la entrada del motor, puede provocar una obstrucción del mismo lo que se traduce en una pérdida de empuje. Esto puede empeorar si la formación de hielo llega hasta los álabes del “fan” o del compresor. 
En general, se puede diferenciar entre: 
- Antihielo de la carena del motor: realizado mediante un flujo de aire caliente del motor que es llevado hasta el borde de ataque de la toma de aire del motor.
- Antihielo de los álabes guía de entrada: realizado mediante el purgado de aire caliente del motor y llevado hasta el interior (hueco) de los álabes, protegiéndolos contra el hielo.

#### Sistema antihielo de superficies hipersustentadoras
Este sistema formaría parte del sistema general de antihielo del ala, pero tiene la complicación añadida de la conducción del aire cuando la aleta está extendida. Por esto, en este caso, el conducto que aporta aire caliente al borde de ataque y la superficie del slat se extienden a la vez proporcionando continuidad a la tubería de distribución del aire. Por el resto, el procedimiento antihielo es igual que el del ala. 

## Sistemas de detección de hielo
Los sistemas de antihielo y de deshielo de la aeronave son muy importantes, sin embargo otro sistema igualmente importante es aquel capaz de avisar a la tripulación sobre la manifestación de condiciones que son propicias para la aparición del hielo. Estos sistemas se conocen como sistemas de detección del hielo. Se pueden englobar en dos tipos distintos de sistemas:
- Sistemas de alerta, o sistemas secundarios de detección de hielo  Avisan a la tripulación de la existencia de condiciones de formación de hielo, para que estos actúen según sea necesario.  El detector de hielo consta de una sonda situada físicamente en la parte lateral del fuselaje. Esta zona está protegida de cualquier perturbación importante del flujo y de la propia capa límite que aparece en el fuselaje. De esta forma, las condiciones de impacto del aire en el sensor son representativas de las condiciones de la corriente no perturbada.
- Sistemas de alerta y control, o sistemas primarios   Avisan y ejecutan automáticamente las acciones de protección contra el hielo.  Este sistema cuenta con dos detectores de hielo situados a cada lado de la del fuselaje. El sistema pone en funcionamiento el equipo de antihielo del motor cuando detecta dos ciclos de fusión de hielo en cada detector. Para activar el equipo de deshielo de las alas se necesitan diez ciclos de fusión.

## Protección del parabrisas
El parabrisas se encarga de proporcionar a la tripulación la interfaz visual para el pilotaje, siendo de vital importancia la protección contra el hielo de este elemento. Se puede realizar de diferentes formas:
- Sistema eléctrico: se trata de un sistema de calefacción, incluido en las ventanillas, alimentado por un circuito eléctrico. A la hora de usar este sistema es muy importante el ajuste de temperatura para no someter al cristal a efectos térmicos que la degraden.
- Sistemas neumáticos: Siendo los dos principales: el panel con doble cristal, en el que el cristal tiene dos láminas de cristal, entre medio de las cuales circula el aire caliente procedente del compresor del motor, aunque este sistema está en desuso. Y el sistema de cortina de aire caliente que simple a la vez la función de antihielo y antilluvia.
- Sistemas con productos químicos: Estos sistema emplean líquidos anticongelantes (rociándolos por el parabrisas) como medio de protección contra el hielo.

## Principales accidentes de aviación provocados por el hielo
- Vuelo 90 de Air Florida (1982)
- Vuelo 1285 de Arrow Air (1985)
- Vuelo 2415 de United Express (1989)
- Vuelo 751 de Scandinavian Airlines (1991)
- Vuelo 3272 de Comair (1997)
- Vuelo 670 de Loganair (2001)
- Vuelo 708 de West Caribbean (2005)
- Vuelo 3407 de Colgan Air (2009)
- Vuelo 447 de Air France (2009)
- Vuelo 883 de Aero Caribbean (2010)
- Vuelo 5017 de Air Algérie (2014)
- Vuelo 703 de Saratov Airlines (2018)
- Vuelo 2283 de Voepass (2024)